# Tōnō Tetsudō
Die Tōnō Tetsudō (jap. 東濃鉄道株式会社 Tōnō Tetsudō Kabushiki-gaisha), kurz Tōtetsu (東鉄) ist ein japanisches Verkehrsunternehmen. Sie hat ihren Sitz in Tajimi, ist eine 100-prozentige Tochtergesellschaft der Meitetsu Group und betreibt zahlreiche Buslinien in der Präfektur Gifu. Bis 1978 war die Tōnō Tetsudō auch als Eisenbahngesellschaft tätig.

## Geschäftszweige

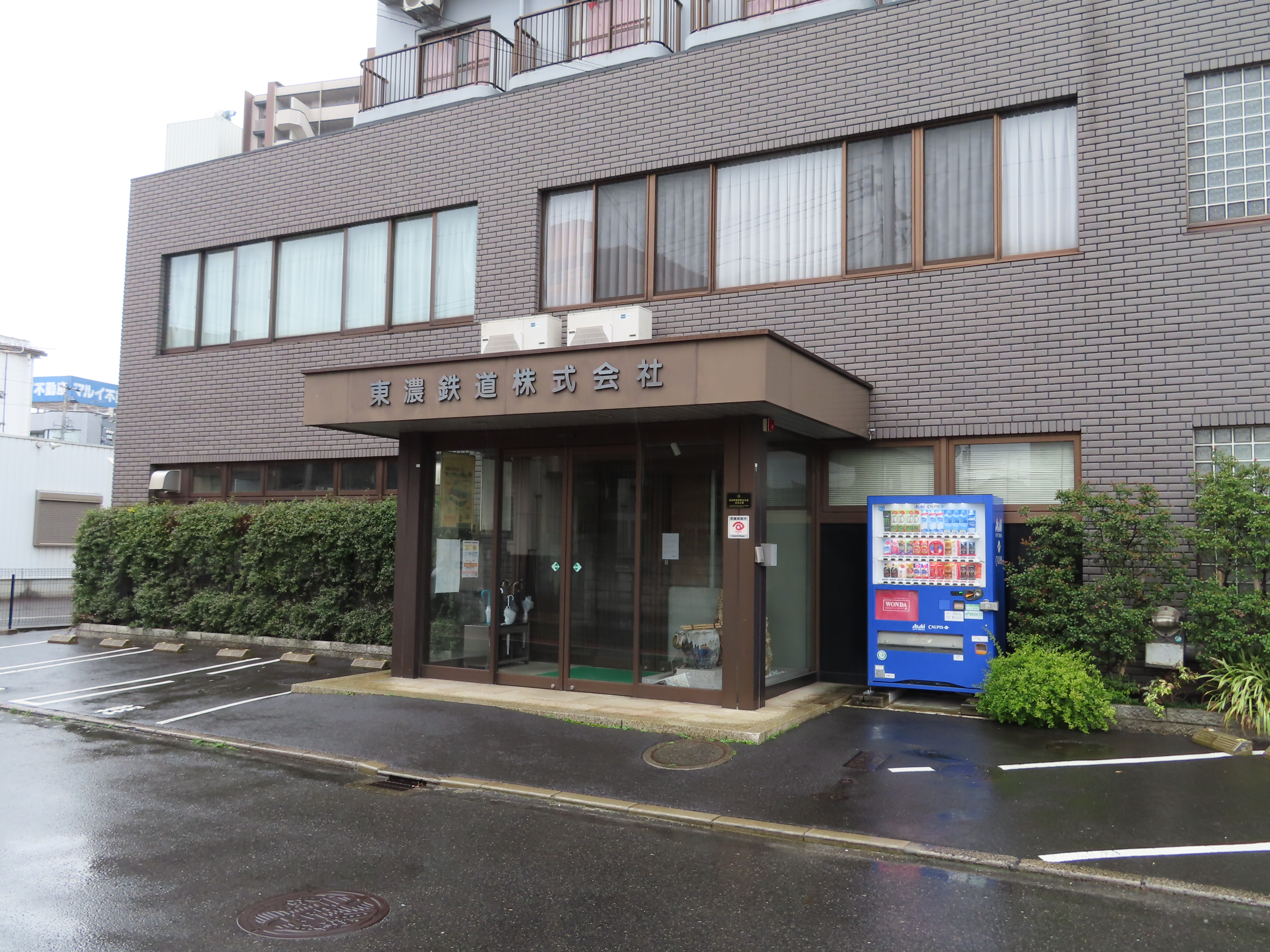
Geschäftsstelle in Tajimi

Die Tōtetsu ist mit dem Linienbusverkehr in fünf Betriebsregionen im südöstlichen Teil der Präfektur betraut, wofür sie zum Teil von der japanischen Regierung Subventionen erhält. Es sind dies:
- Tajimi / Toki
- Mizunami
- Ena
- Kani / Minokamo
- Yaotsu

Im Fernbusverkehr betreibt die Tōtetsu unter anderem Linien nach Tokio und Nagoya. Ebenso werden Charterbusse für den Gelegenheitsverkehr angeboten.
Der Tōtetsu untergeordnet sind zusätzlich drei Tochterunternehmen:
- Tōtetsu Shōji: Verkauf von Erdöl- und Gasprodukten, Betrieb von Ausflugsbooten in der Ena-Schlucht des Flusses Kiso[4]
- Tōtetsu Taxi: allgemeine Personentransporte im Südosten der Präfektur Gifu
- Sakashita Taxi: allgemeine Personentransporte in der Präfektur Aichi

Zur Tōtetsu gehörten auch zwei mittlerweile stillgelegte Eisenbahnstrecken:
- die Dachi-Linie von Tokishi nach Higashidachi (10,4 km)
- die Kasahara-Linie von Tajimi nach Kasahara (4,6 km)

## Geschichte

### Vorgängergesellschaft
Ein lokales Komitee beantragte 1912 eine Betriebslizenz für eine Bahnstrecke von Tajimi nach Mitake im oberen Kani-Tal. Insbesondere sollte mit ihr die Flößerei auf dem Kiso ersetzt werden. Bei der Erteilung der Konzession im selben Jahr erhielt das Eisenbahnamt (das spätere Eisenbahnministerium) ein Vorkaufsrecht für den Fall zugesprochen, dass sie in Zukunft eine kapspurige Strecke zwischen Tajimi und Mino-Ōta errichten würde (der heutigen Taita-Linie entsprechend). Die Aktienzeichnung kam nur schleppend voran. Zwar konnte die Tōnō Tetsudō am 20. Februar 1915 gegründet werden, doch das Unternehmen hatte nur ein Aktienkapital von 350.000 anstatt wie erhofft 450.000 Yen zusammengebracht. Aus diesem Grund führte sie die Strecke als Feldbahn mit einer Spurweite von 762 mm aus anstatt in der konventionellen Kapspur (1067 mm).
Die Bauarbeiten begannen 1917, die Eröffnung erfolgte 1918 bzw. 1920 in zwei Etappen. Dank der geringen Baukosten waren die Betriebsergebnisse gut, und ab 1920 gab es einige Rechnungsperioden, in denen die Dividende bei zehn Prozent lag. Am 25. September 1926 nahm das Eisenbahnministerium die Kaufoption wahr und verstaatlichte die Kleinbahn, um sie später umzuspuren und über den Kiso hinweg nach Mino-Ōta zu verlängern. Am Streckenabschnitt zwischen den Bahnhöfen Hiromi (heute Shin-Kani) und Mitakeguchi war das Ministerium hingegen nicht interessiert und verkaufte ihn stattdessen an die Tōmi Tetsudō. Daraufhin war die Tōnō Tetsudō als reine Beteiligungsgesellschaft in diesem Joint Venture involviert, bis zu dessen Übernahme durch die Meitetsu am 1. März 1943.

### Neugründung
Sechs Verkehrsunternehmen, darunter die Dachi Tetsudō als Betreiberin der Dachi-Linie und die Kasahara Tetsudō als Betreiberin der Kasahara-Linie, schlossen sich am 1. März 1944 zur neuen Tōnō Tetsudō (kurz Tōtetsu) zusammen, die nun mehrere Bus- und Bahnstrecken im Südosten der Präfektur Gifu betrieb. Im Dezember 1949 nahm sie auch den Verkehr mit Charterbussen auf. 1961 ließ das Unternehmen das Tōtetsu Building errichten, ein fünfgeschossiges Hochhaus beim Bahnhof Tajimi, das als Firmensitz diente und teilweise an andere Nutzer vermietet wurde. Aufgrund erhöhten Kapitalbedarfs ordnete sich die Tōtetsu per 1. Mai 1971 der Bahngesellschaft Meitetsu unter und agierte fortan als eine von zahlreichen Tochtergesellschaften der rasch expandierenden Meitetsu Group. Die Dachi-Linie wurde 1974 stillgelegt, die Kasahara-Linie vier Jahre später, seither ist die Tōtetsu ein reines Busunternehmen. Dieses verlegte 1996 den Geschäftssitz an seinen heutigen Standort. 2001 wurde der Fernbusverkehr aufgenommen, seit 2006 besteht eine regelmäßige Verbindung mit Tokio über die Chūō-Autobahn.